# Рашит Назар
Раши́т Наза́р (псевд., наст. имя — Раши́т Саитбатта́лович Наза́ров, баш. Рәшит Назар; Рәшит Сәйетбаттал улы Назаров; 1 ноября 1944, Турумбет, Башкирская АССР — 14 октября 2006, Ишимбай, Башкортостан) — башкирский советский поэт, прозаик. Член Союза писателей Республики Башкортостан с 1993 года. Лауреат Государственной премии РБ им. Салавата Юлаева (2004), премии им. Галимджана Ибрагимова (1996).
Творчество Р. Назарова стало образцом башкирского поэтического мастерства. Его произведения включены в программы средних и высших учебных заведений Башкортостана. Стихи переведены на русский, турецкий и татарский языки.

## Биография
Детство Рашита Назарова прошло на берегу реки Уршак . С юных лет он начал писать стихи и рассказы. Писал по 4-5 стихотворений в день. После школы Рашит устроился работать в колхоз.
Службу армии проходил с 1963 по 1964 год. Армейская служба серьёзно подорвала его здоровье. После службы он несколько месяцев провел в больнице.
Первая подборка стихов Назарова была напечатана в журнале «Агидель» в 1961 году.
Почти четыре десятилетия Рашит Назаров провел в специнтернате, сначала в Благовещенске, затем в Ишимбае.
Первая книга стихов Назарова  «Таңды ҡаршылағанда» («Навстречу заре») вышла в 1965 году, в 1970 году вторая — «Ҡояш юлы буйлап» («По солнечному пути» или «Солнечной дорогой»). В 1991 году издательство «Китап» выпустило книгу Назарова «Несу вам сердце своё» (составитель — Асхаль Ахметкужин).
Первые две его книги стихов явились этапным событием в развитии национальной поэзии, воспитывали эстетический вкус у новых поколений поэтов.
В 1994 году вышел его четвёртый сборник стихов «Молния» под редакцией башкирского поэта Рифа Мифтахова, подготовленный к юбилею поэта.
Скончался поэт в 2006 году и похоронен в родной деревне.

## Награды
… «Во всем я вижу дар земли родной:

И кровь свою, и жар души небесный -

Всё в песни я вложил, чтоб стали песни

Частицей Родины, навеки дорогой.».
Лауреат Республиканской премии имени Салавата Юлаева (2004) «за поэтическую книгу „Стихи. I том“, изданную Башкирским издательством „Китап“ в 2002 году.».
В 1996 году он стал первым лауреатом премии им. Галимджана Ибрагимова, учрежденной администрацией Аургазинского района.

## Память
- Ежегодно в день рождения Назарова в Башкортостане организуют «Назаровские чтения» — циклы поэтических, литературных, музыкальных мероприятий.
- В средней школе д. Турумбетово Аургазинского района Башкортостана действует кабинет-музей Рашита Назара.
- С 2017 г. в Толбазинской башкирской гимназии проводится научно-практическая конференция для учащихся и студентов.
- 2022 год - имя Рашита Назарова присвоено Толбазинской башкирской гимназии Аургазинского района Республики Башкортостан.
- На школьной стене с. Турумбет установлена памятная доска поэту Рашиту Назарову (30.08.2022)
- 2024 год - перед гимназией установлен бюст Рашита Назарова (скульптор Закиров И.Н.)
- 2023 год - учреждена премия имени Рашита Назарова
- 2024 год - присуждена первая премия им. Р.Назарова Мифтахову, Рифу Файзрахмановичу башкирскому поэту-песеннику, поэту-сатирику, переводчику, исследователю творчества Рашита Назарова.
- 2024 год - присуждена вторая премия - Абдуллиной, Ларисе Хашимовна за издание сборника  "Янған йөрәк/ Горящее сердце" на башкирском и русском языках и антологии "Сердце" на 45 языках мира.
- В Башкортостане журналом «Бельские просторы» проводятся творческие конкурсы по переводу стихотворений Назарова на русский язык[4].